# Bremen (專輯)
Bremen 是米津玄師的第三张專輯。

## 概要
这是继上一张专辑《YANKEE》之后时隔约一年半的首张原创专辑。总共包含 14 首歌曲，包括《Flowerwall》和《Unbelievers》等单曲，以及已在 Twitcasting 上演唱和表演一段时间的《Mirage Song》。
专辑共发行了三种版本：包含米津玄师的原创插图的“画集版”、附有包含音乐视频等视频的DVD的“映像版”以及“通常版”，即仅包含一张 CD。
此外，所有版本的初版专辑都附带于2016年1月起举行的全国现场巡演“米津玄師 2016 TOUR / 音楽隊”用于抽选预售票的序列号。
11月20日，此专辑获得第57届日本唱片奖项“优秀专辑奖”。
自从他的下一部作品《LOSER/Number Nine》由索尼音乐娱乐发行后，此专辑便成为截至目前米津玄师由环球音乐发行的最后一部作品。

## 背景
專輯名字的靈感來源於布萊梅音樂。

## 收录曲
- 全碟词曲：米津玄師　| CD       | CD               | CD                   | CD    |
| 曲序     | 曲目             | 编曲                 | 时长  |
| -------- | ---------------- | -------------------- | ----- |
| 1.       | アンビリーバーズ | 米津玄師、蔦谷好位置 | 4:42  |
| 2.       | フローライト     | 米津玄師             | 4:42  |
| 3.       | 再上映           | 米津玄師             | 3:32  |
| 4.       | Flowerwall       | 米津玄師、蔦谷好位置 | 4:58  |
| 5.       | あたしはゆうれい | 米津玄師             | 4:03  |
| 6.       | ウィルオウィスプ | 米津玄師             | 5:07  |
| 7.       | Undercover       | 米津玄師             | 3:58  |
| 8.       | Neon Sign        | 米津玄師             | 4:06  |
| 9.       | メトロノーム     | 米津玄師、蔦谷好位置 | 4:19  |
| 10.      | 雨の街路に夜光蟲 | 米津玄師             | 3:49  |
| 11.      | シンデレラグレイ | 米津玄師             | 4:11  |
| 12.      | ミラージュソング | 米津玄師             | 4:53  |
| 13.      | ホープランド     | 米津玄師             | 5:01  |
| 14.      | Blue Jasmine     | 米津玄師、蔦谷好位置 | 4:39  |
| 总时长： | 总时长：         | 总时长：             | 62:00 |

## 榜單成績
在Oricon、iTunes、Billboard上週間三冠達成。

## 獎項
日本唱片大獎 優秀專輯賞
CD店大獎 入賞 